# Fiorenzuola d’Arda
Fiorenzuola d’Arda (emilián nyelven Fiurinsöla) település Olaszországban, Emilia-Romagna régióban, Piacenza megyében. Lakosainak száma 14 874 fő (2023. január 1.). Fiorenzuola d’Arda Alseno, Besenzone, Cadeo, Carpaneto Piacentino, Castell’Arquato és Cortemaggiore községekkel határos.

## Népesség
A település lakossága az elmúlt években az alábbi módon változott:
| Lakosok száma | 15 306 | 15 276 | 14 874 |
|               | 2017   | 2018   | 2023   |